# Jeannette Altweggová
Jeannette Eleanor Wirzová (rozená Altweggová; 8. září 1930, Bombaj – 18. června 2021, Bern) byla britská krasobruslařka. Na olympijských hrách v Oslu roku 1952 vyhrála individuální ženský závod (je dosud poslední Britkou, které se to podařilo). Na předchozí zimní olympiádě ve Svatém Mořici roku 1948 brala ve stejném závodě bronzovou medaili. Krom toho je mistryní světa z roku 1951 a dvojnásobnou mistryní Evropy (1951, 1952). Brzy po sérii těchto úspěchů nečekaně ukončila kariéru, částečně kvůli zdravotním potížím s kolenem, částečně kvůli nespokojenosti s tím, že jí krasobruslení vzalo část dětství.
Odjela pak do Švýcarska, kde začala pracovat jako vychovatelka v domově pro sirotky. Posléze, roku 1954, se vdala za Švýcara Marca Wirze a žila od té doby rodinným životem jako žena v domácnosti. Roku 1973 se rozvedla. Dlouho se stranila médií, až roku 2011 poskytla interview, v němž se vrátila ke své kariéře a vysvětlila okolnosti svého předčasného ukončení kariéry. Volba odchodu do Švýcarska vyplývala z toho, že již její otec byl Švýcar. Narodila se v Indii, protože její otec tam pracoval pro Liverpool Cotton Exchange. Později se usadil se svou ženou a dcerou právě v Liverpoolu. Matka byla Skotka.